# Hartwig Thöne
Hartwig Thöne (* 30. April 1975 in Münster) ist ein deutscher Moderator, Sportkommentator und Sportjournalist.

## Leben
Geboren in Münster, wuchs Thöne jedoch in Hamburg auf. Von 1985 bis 1994 besuchte er das Marion-Dönhoff-Gymnasium (Hamburg). Von 1996 bis 1998 studierte er an der Christian-Albrechts-Universität zu Kiel Politikwissenschaften und Sport, von 1998 bis 2002 war er Student an der Universität Hamburg.
Thöne ist freier Mitarbeiter. Seit 1999 ist er bei Sport1 als TV-Redakteur, zunächst in Hamburg und seit 2005 in München, tätig. Er ist Sendungsleiter, unter anderen für das Format Sport1 News. Außerdem ist er einer der Moderatoren der Sendungen Doppelpass 2. Bundesliga, Bundesliga aktuell und Fantalk mit dem Schwerpunkt auf Fußball und Kommentator von Sportarten wie Darts, Triathlon, Wasserball oder Hockey. Neben sportlichen Beiträgen ist Thöne auch für Berichte, Beiträge und Moderationen von politischen Ereignissen verantwortlich.